# Xanthomima
Xanthomima is een geslacht van vlinders van de familie spanners (Geometridae), uit de onderfamilie Ennominae.

## Soorten
- X. concolor Boisduval, 1832
- X. cyanoxantha Meyrick, 1889
- X. melanura Kirsch, 1877
- X. seminigra Warren, 1897